# Hurtrel d'Arboval
Louis Henri Joseph Hurtrel d'Arboval (1777-1839) est un vétérinaire, né et mort à Montreuil (Pas-de-Calais), distingué au XIXe siècle pour ses contributions aux progrès de la médecine vétérinaire. La reconnaissance de la qualité de ses travaux se lit notamment dans le grand nombre de sociétés savantes ou d'agriculture de France et parfois de pays proches qui tiennent à l'accueillir en tant que membre, membre correspondant ou membre associé (voir ci-dessous) et dans les multiples références à ses œuvres dans les revues spécialisées. 

## Vie civile
Louis Henri Joseph Hurtrel d'Arboval nait à Montreuil-sur-Mer, paroisse Saint-Valois,  le 7 juin 1777.  Il est le fils d'Henry Godefroy Joseph Hurtrel d'Arboval seigneur d'Arboval et conseiller du roi, et d'Anne Marie Thérèse Claudine Delsaux.
La famille Hurtrel d'Arboval possédait un hôtel particulier à Montreuil. Elle a joué un rôle distingué dans la magistrature de la ville. Un des ancêtres d'Hurtrel d'Arboval fut nommé en 1634, à la tête d'une députation envoyée au roi de France (Louis XIII) pour obtenir la levée d'un interdit frappant la ville à la suite d'un litige avec l'évêque d'Amiens François Lefèvre de Caumartin.  
Hurtrel d'Arboval, orphelin de père à l'âge de trois ans, fait des études élémentaires à Boulogne-sur-Mer. Pendant la Terreur dans le Nord-Pas-de-Calais, le 9 vendémiaire an II, (30 septembre 1793), malgré son jeune âge, (16 ans), il est arrêté sur ordre de Joseph Le Bon, avec sa mère et son aïeule et emmené en détention à Abbeville. Il est libéré en 1794 sur intervention d'André Dumont, représentant en mission de la Convention nationale dans les départements de la Somme, de l'Oise et du Pas-de-Calais. La famille rentre en possession de ses propriétés qu'on avait seulement inventoriées et mises sous séquestre,et non encore vendues.
Selon un de ses biographes, il a manifesté pendant toute sa vie, par ses prises de position et amitiés (certains proches sont des anciens émigrés), des opinions royalistes, au point d'avoir été tenté après sa libération par une action séditieuse contre le régime républicain.  
Il vient à Paris pour finir ses études. Ayant déjà un goût prononcé pour l'étude du cheval, il profite de son séjour parisien pour se livrer aux exercices de l'équitation, dans le manège alors célèbre d'Antonio Franconi fréquenté par la jeunesse dorée. Au moment du coup d'État du 18 fructidor an V, mené par le Directoire contre les royalistes en 1797, Hurtrel d'Arboval fait à nouveau partie des suspects.
En 1798, il est à Maisons-Alfort, (École nationale vétérinaire d'Alfort), pour y entreprendre des études vétérinaires mais aussi pour s'y mettre à l'abri, cet organisme ayant les faveurs du pouvoir en place. Il dispose de revenus suffisants pour ne pas avoir à exercer de métier, fût-il de vétérinaire, néanmoins il s'intéresse à cette discipline et acquiert nombre de connaissances sur le cheval et autres animaux domestiques et sur l'économie rurale.
En 1801, il revient dans son pays natal. Il épouse le 24 janvier 1802 à Paris, au château de Flers, propriété de son beau-père, Louise Justine Victoire du Bos, dame de Hornicourt (Hernicourt?) et Cannessières, fille de Louis François du Bos, chevalier, seigneur de Flers, Hornicourt, etc., ancien mousquetaire du roi, chevalier de l'Ordre de Saint-Louis, émigré ayant combattu pendant la Révolution contre celle-ci dans l'armée de Louis V Joseph de Bourbon-Condé, et de Marie Thérèse le Quieu de Moyenneville, dame de Saint-Leu.
Le 28 mai 1810, Napoléon Ier et l'impératrice Marie-Louise d'Autriche visitent Montreuil avant de se rendre à Boulogne-sur-Mer. Hurtrel d'Arboval fait partie de la garde d'honneur à cheval, composée de membres officiers, nommés par l'Empereur, de la garde nationale sédentaire, destinée à accueillir le souverain. Il est également membre du conseil municipal à cette date, selon la même source.
Selon Jules Viseur, ce que ne mentionne pas Georges de Lhomel qui a rédigé un ouvrage consacré au séjour de souverains et de princes à Montreuil-sur-mer, Hurtrel d'Arboval est choisi par la ville de Montreuil pour aller en députation à Boulogne auprès de Louis XVIII, à sa rentrée en France. Il fait partie des gardes du corps à cheval qui escortent le roi jusqu'à Abbeville, à la suite de quoi il est breveté de l'Ordre du Lys.
Louis Henri Joseph Hurtrel d'Arboval, également appelé Louis Henri Joseph Honoré, reçoit en janvier 1815 de Louis XVIII des lettres de noblesse avec règlement d'armoiries : "d'azur au chevron d'or, accompagné de trois tours de même, façonnées de sable".
En 1824, il est un des promoteurs de l'institution des Frères des écoles chrétiennes à Montreuil, a priori, si on en croit la vocation initiale de cette congrégation, pour développer l'instruction des enfants les plus défavorisés. Son épouse fait partie au même moment d'une Société des Dames de charité installée en novembre 1824.
Les convictions monarchistes d'Hurtrel d'Arboval s'expriment en particulier dans une notice biographique consacrée en 1825 à son ami, le comte de Montbrun de Recques, émigré ayant combattu lui aussi dans l'armée de Condé (Louis V Joseph de Bourbon-Condé).
Refusant la Révolution de 1830 (Trois Glorieuses), qui met fin à la monarchie de droit divin, il démissionne de toutes ses fonctions civiles.
Il meurt le 20 juillet 1839, à Montreuil-sur-mer, à l'âge de 62 ans. Il est dit écuyer sur son acte de décès. Selon un site consacré à la famille de sa femme, il était seigneur d'Estrée, Colan, La Madelaine (avant la Révolution française qui abolit les titres de seigneurie), et maire d'Estrée (après la Révolution française, mais à une date non précisée). Une autre source mentionne qu'en 1815, Hurtrel d'Arboval fait partie en tant que maire, sans autre précision, d'un collège électoral dans l'arrondissement de Montreuil.

## Carrière vétérinaire
Hurtrel d'Arboval est un des représentants les plus distingués de l'art vétérinaire au XIXe siècle.
Sorti de l'école vétérinaire en 1802, il vient exercer à Montreuil-sur-mer. Il partage son temps, pendant plus de vingt ans, entre l'exercice de son métier, généralement gratuitement pour soigner les animaux malades de ses fermiers et de ses amis, l'étude, grâce à l'indépendance que lui procure sa situation financièrement aisée, et son goût pour l'art de l'équitation,. A cette époque, dans les campagnes, il y avait peu de praticiens instruits et nombre des membres de cette profession étaient des « ignorants empiriques aux pratiques souvent hasardeuses. Les résultats obtenus par Hurtrel d'Arboval lui valent rapidement une bonne réputation. Animé du désir de se rendre utile à ses concitoyens, il fournit lui même les médicaments nécessaires aux cultivateurs peu aisés ».
En l'an IX (1800-1801), il devient membre de la société d'émulation d'Abbeville.
Entre 1803 et 1805, à l'occasion du séjour dans l'arrondissement de Montreuil des forces armées, il s'intéresse plus particulièrement à deux fléaux des chevaux de guerre : la morve et le farcin (ou morve cutanée, maladie contagieuse, transmissible à l'homme, se manifestant par des réactions cutanées nombreuses : abcès, kystes, etc.). Il va en démontrer le caractère contagieux. Un de ses mémoires tiré de ses observations est couronné en 1807 par la Société d'agriculture de la Seine et lui vaut la médaille d'or décernée par cette académie.
Les années suivantes, les affiliations aux sociétés de ce type, sur décisions de ces organismes eux-mêmes, se multiplient : en 1808, Hurtrel d'Arboval est nommé membre de l'Académie des sciences, agriculture, commerce, belles lettres et arts du département de la Somme. En 1810, vient le tour de la même société de Boulogne-sur-mer, puis en 1811, la société d'agriculture de Paris  l'admet dans son sein, et lui envoie la collection de ses mémoires en reconnaissance de ses travaux. Cette même année, il devient membre de la Société libre d'agriculture, sciences, arts et belles-lettres de l'Eure ayant son siège à Évreux. 
Toujours en 1811, Hurtrel d'Arboval publie, avec ses propres observations, un extrait de l'instruction de Tessier (Henri-Alexandre Tessier) sur les bêtes à laine (ovins). La société d'agriculture de Boulogne-sur-Mer estime ce travail suffisamment important pour en décider l'impression à ses frais. Hurtrel d'Arboval s'y présente comme "amateur et praticien vétérinaire" (il fait de même dans son ouvrage de 1823 ci-dessous), ce qui explique sans doute pourquoi il est souvent présenté comme tel dans de nombreux comptes-rendus de ses oeuvres, du moins au début. Par la suite, le qualificatif de savant ne lui sera plus discuté. 
En 1812, il est reçu à la Société médicale d'Amiens et à la société d'agriculture et de botanique de Gand. 
En 1815, commissaire spécial du Préfet pour lutter contre une épizootie dans le département du Pas-de-Calais, il adopte des mesures rigoureuses, notamment d'isolement des sites infectés, pour limiter la contagion. Il réussit à en venir à bout grâce aux mesures qu'il préconise, largement diffusées,.
À la suite de ce succès, de nouvelles sociétés, parfois éloignées, tiennent à se l'attacher comme membre correspondant : en 1816, société d'agriculture du département de l'Hérault siégeant à Montpellier, du département de la Côte-d'Or (Dijon), société d'agriculture, sciences, arts et belles-lettres d'Indre-et-Loire (Tours), Société des sciences, de l'agriculture et des arts de Lille, Société d'agriculture, commerce, sciences et arts du département de la Marne (Châlons-sur-Marne). En 1817, l'Académie des sciences, belles-lettres et arts de Rouen l'accueille en son sein et fait même de lui son Président en 1819. En 1818, l'Académie des sciences, lettres et arts d'Arras, et la Société royale d'agriculture, d'histoire naturelle et arts utiles de Lyon l'accueillent au vu de son opuscule sur l'épizootie de 1815. 
En 1819, Hurtrel d'Arboval publie sur invitation du préfet du Pas-de-Calais (Joseph-Balthazard Siméon) et du ministre de l'Intérieur (Élie Decazes), des instructions sur les maladies développées parmi les bestiaux en traitant de l'incidence des conditions climatiques (un été chaud et sec suivi d'un automne pluvieux et froid),. La plaquette eut quatre éditions et lui vaut la nomination de membre associé par de nouvelles sociétés : société des Sciences, Agriculture et Arts du Bas-Rhin (Strasbourg) en 1819; en 1820 vient le tour de celle de Dunkerque. Cette même année, il est un des premiers membres de la Société d'agriculture de l'arrondissement de Montreuil-sur-mer qui se constitue. En 1821, la société linnéenne de Paris l'admet parmi ses membres associés. 
Louis Hurtrel d'Arboval est encore l'auteur d'un Traité de la clavelée (1823) qui eut beaucoup de succès. Il y traite de la maladie, de la vaccination (clavélisation : inoculation de la clavelée) des bêtes à laine. 
De 1821 à 1826, il participe, par de nombreux articles de chirurgie et de médecine vétérinaire, tant au Journal complémentaire qu'au Dictionnaire abrégé des sciences médicales, publié par la célèbre famille d'imprimeurs Panckoucke en 15 volumes.
La ronde des affiliations aux sociétés savantes se poursuit : en 1823, il est membre associé de la Société de médecine pratique de Paris; membre de la Société médicale d'émulation en 1825; membre correspondant en 1825 de la Société royale de Turin et en 1828 de l'Académie des sciences de Turin et de l'Académie royale des sciences de Florence pour finir en 1830 en tant que membre de la Société française de statistique universelle et tout ceci souvent avant la parution de son œuvre majeure.
Son principal ouvrage demeure en effet un grand Dictionnaire de médecine et de chirurgie vétérinaire suivi d'un atlas de 30 planches (1826, en quatre volumes pour la première édition, réédité plusieurs fois, également traduit en italien). Jusque-là, peu d'ouvrages d'ensemble avaient été publiés en médecine vétérinaire, les connaissances demeuraient éparses dans nombre de journaux, revues, articles, annales. Les rassembler et en former un ensemble cohérent constitue donc une tâche aussi lourde qu'essentielle.
Hurtrel d'Arboval savait que le dictionnaire pouvait être amélioré et il en prépara une édition augmentée de deux volumes supplémentaires en 1838, juste avant sa mort.
Le mérite principal de Hurtrel d'Arboval fut, malgré des lacunes, de dégager la médecine animale de l'empirisme et d'en faire une véritable science.
À sa mort, il reçoit des éloges de la part des auteurs du Recueil de médecine vétérinaire paru en 1839 : remarquable écrivain,... effort assidus,... un de ceux ayant le plus contribué à l'édification de la science vétérinaire et à son perfectionnement.
Louis Henri Joseph Hurtrel d'Arboval laisse ainsi une trace importante dans l'histoire de la médecine vétérinaire. La référence à ses travaux est fréquente voire incontournable, même s'il s'agit d'évoquer ses manques ou erreurs, dans la deuxième moitié du XIXe siècle,,, et début du XXe siècle. En 1843-1847, il a droit à un article dans la Biographie universelle éditée en Belgique. Le Recueil de médecine vétérinaire, disponible sur Gallica pour les années 1824 à 1947, ne compte pas moins de 144 numéros entre 1827 et 1942, où il est fait référence une ou plusieurs fois à Hurtrel d'Arboval qui au fil des ans devint un « classique »,.

## Œuvres
La liste de ses œuvres provient essentiellement du site de la Bibliothèque nationale de Franceou du site IdRef et signalé dans ce cas.
- Extrait de l'Instruction de M. Tessier sur les bêtes à laine et particulièrement sur la race des mérinos, ouvrage mêlé de considérations particulières au département du Pas-de-Calais, Boulogne, impr. de Leroy-Berger, 1811. Disponible en ligne[36].
- Instruction sommaire sur l'épizootie contagieuse qui vient de se déclarer parmi les bêtes à cornes dans le département du Pas-de-Calais, 2e édition, Paris, Mme Huzard, 1816. Disponible en ligne[37]
- Notice sur les maladies qui peuvent se développer parmi les bestiaux, soit durant les chaleurs et la sécheresse, soit dans le cours des automnes pluvieux et froids, 4e édition, augmentée des précautions préservatives à prendre dès le printemps, Paris, Mme Huzard, 1819.
- Traité de la clavelée, de la vaccination et clavelisation des bêtes à laine  : avec des notions historiques et physiques sur l'espèce ovine et sur la clavelée, beaucoup d'observations pratiques, des histoires particulières et une histoire générale de l'autopsie des bêtes à laine claveleuse, l'exposition d'un grand nombre de faits relatifs à la vaccination et à la clavelisation, un parallèle de la clavelée avec la variole, des expériences de clavelisation humaine, des considérations relatives à la clavelée sur différentes espèces d'animaux, Paris, Huzard, 1823[35]. Disponible en ligne[38].
- Dictionnaire de médecine et de chirurgie vétérinaires, ouvrage utile aux vétérinaires, aux officiers de cavalerie, aux propriétaires, aux fermiers, Paris, J.-B. Baillière, 1826-1828, 4 volumes.
- Dictionnaire de médecine, de chirurgie et d'hygiène vétérinaires, 2e éd., Paris, J.-B. Baillière, 1838-1839, 6 volumes. Disponible en ligne[39].
- Traité de la morve chronique des chevaux, (extrait du "Dictionnaire de médecine, de chirurgie et d'hygiène vétérinaires"), Nancy, impr. de N. Collin, 1868.

Son œuvre majeure fera l'objet dans le dernier quart du XIXe siècle d'une reprise-réédition-refondation :
- Dictionnaire de médecine, de chirurgie et d'hygiène vétérinaires, édition d'après Hurtrel d'Arboval, entièrement refondue et augmentée de l'exposé des faits nouveaux observés par les plus célèbres praticiens, par A. Zundel, Paris, J.-B. Baillière, 1874-1877, 3 volumes.